# Àrcides
|  | No s'ha de confondre amb Àrcids. |

Els àrcides (Arcida) són un ordre de mol·luscs bivalves coneguts des de l'Ordovicià inferior. Inclou set famílies, incloent a la família dels àrcids.

## Taxonomia
L'ordre Arcida inclou 777 espècies en set famílies:
Superfamília Arcoidea Lamarck, 1809
- Família Arcidae Lamarck, 1809
- Família Catamarcaiidae Cope, 2000 †
- Família Cucullaeidae Stewart, 1930
- Família Frejidae Ratter & Cope, 1998 †
- Família Glycymerididae Dall, 1908
- Família Noetiidae Stewart, 1930
- Família Parallelodontidae Dall, 1898

Superfamília Glyptarcoidea Cope, 1996 †
- Família Glyptarcidae Cope, 1996 †
- Família Pucamyidae Sánchez & Benedetto, 2007 †

Superfamília Limopsoidea Dall, 1895
- Família Limopsidae Dall, 1895
- Família Philobryidae F. Bernard, 1897